# Nördlicher und Südlicher Stuhlkopf
Der Nördliche Stuhlkopf (2015 m ü. A.) und der Südliche Stuhlkopf (2049 m ü. A.) bilden einen Doppelgipfel im Karwendel.
Die selten besuchten Gipfel sind als schwierige weglose Bergtour aus dem Tortal über die Stuhlscharte mit leichter Kletterei erreichbar.